# Adolf Drescher
Adolf Drescher (* 2. Februar 1921 in Bitterfeld; † 23. November 1967 in Hamburg) war ein deutscher Pianist.

## Leben
Drescher debütierte als Zwölfjähriger mit Haydns Klavierkonzert D-Dur unter Leo Blech in Riga, wo er sich am dortigen Konservatorium (gegründet 1919) pianistisch weiter ausbilden ließ. Nach dem Krieg begann er umfangreich zu konzertieren und machte eine Reihe von Aufnahmen für Rundfunk und Schallplatte. Dabei widmete er sich nicht allein dem klassischen deutschen Repertoire, sondern engagierte sich vor allem auch für vergessene und unbekannte Werke. Drescher stand in der Tradition einer deutsch geprägten pianistischen Linie, wie sie von Edwin Fischer und Wilhelm Kempff repräsentiert wurde. 1967 starb er in Hamburg durch Suizid.
Dreschers Neffe ist der Pianist Eckart Sellheim, der auch zeitweilig sein Schüler war.

## Tonträger mit Adolf Drescher
A) Einzelne Komponisten
- Ludwig van Beethoven: Klavierkonzert Nr. 4, G-Dur. Royal Danish Symphony Orchestra (Georg Richter). Summit 1977.
- Ludwig van Beethoven: Klaviersonaten op. 53 und op. 111, Master Players MP/MPS 30 001, aufgenommen im Dezember 1962, Teldec-Studio Hamburg.
- Ludwig van Beethoven: Klaviersonaten op. 57 und op. 109, Master Players MP/MPS 30 002, aufgenommen im März 1963, Teldec-Studio Hamburg.
- Ludwig van Beethoven: Klaviersonaten op. 13 und op. 110, Master Players MP/MPS 30 003, aufgenommen im Juni 1963, Teldec-Studio Hamburg.
- Ludwig van Beethoven: Klaviersonaten op. 27/1 und op. 27/2; Fantasie op. 77 Master Players MP/MPS 30 004, aufgenommen im August 1963, Teldec-Studio Hamburg.
- Ludwig van Beethoven: Rondo op. 51/1; Polonaise op. 89, Master Players MP/MPS 17 001, aufgenommen im März 1963, Teldec-Studio Hamburg.
- Ludwig van Beethoven: Rondo op. 51/2; Andante favori, Master Players MP/MPS 17 002, aufgenommen im März 1963, Teldec-Studio Hamburg.
- Johannes Brahms: Klavierkonzert Nr. 2 B-Dur op. 83, Royal Danish Symphony Orchestra (Georg Richter). Cantus Classics CACD 8.00074 D, 1994 (CD)
- Benedetto Marcello: Sonate e-Moll. Ottomar Borwitzky (Violoncello), Adolf Drescher (Klavier). Telefunken UV 183. Aufgenommen am 26. August 1957 in Hamburg
- Wolfgang Amadeus Mozart: Adantino. Ottomar Borwitzky (Violoncello), Adolf Drescher (Klavier). Telefunken UV 183. Aufgenommen am 26. August 1957 in Hamburg
- Wolfgang Amadeus Mozart: Rondo für Klavier und Orchester D-Dur, KV 382. Hamburger Rundfunk-Orchester, Walter Martin. Telefunken TW 30046. Aufgenommen am 18. Oktober 1955 in Hamburg
- Franz Schubert: Adagio und Rondo concertant F-Dur. Hamburger Rundfunk-Orchester, Walter Martin. Telefunken TW 30046. Aufgenommen am 17. Oktober 1955 in Hamburg

B) Mehrere Komponisten
- Johann Sebastian Bach: Fantasia; Robert Schumann Intermezzo; Gluck-Brahms Gavotte; Eduard Schütt Canzonetta, Master Players MP/MPS 17 003, aufgenommen im März 1963, Teldec-Studio Hamburg.
- Henry Eccles: Sonate g-Moll, Johann Sebastian Bach: Adagio, Robert Schumann: Adagio und Allegro op. 70 und Felix Mendelssohn Bartholdy: Lied ohne Worte op. 109. Ottomar Borwitzky (Violoncello), Adolf Drescher (Klavier). Telefunken TW 30117. Aufgenommen am 20. Dezember 1956 in Hamburg
- Werke von Wolfgang Amadeus Mozart und Franz Schubert, zusammen mit Erich Röhn, Aurèle Nicolet und Helmut Winschermann. Telefunken.
- Camille Saint-Saëns: Karneval der Tiere (und Serge Prokofiev: Peter und der Wolf), Symphonieorchester Hamburg (Walter Jürgens). Summit 1978.
- Virtuose Cello-Musik. Ottomar Borwitzky (Violoncello), Adolf Drescher (Klavier). Telefunken UV 155. Aufgenommen am 28. August 1957 in Hamburg